# Большое Станичное
Большое Станичное — село в Карсунском районе Ульяновской области России. Входит в состав Карсунского городского поселения.

## География
Расположено на правом берегу реки Барыш в 7 км к северу от районного центра Карсун.

## Название
Название образовано от слова «Стан» — расположение казаков. В писцовой книге за 1685 года упоминается как Станишная слобода и Стан за Барышом..

## История
Основано в 1649 году казаками, как Станишная слобода, нёсшими службу на Симбирско-Карсунской черте.
В 1682 году вместо часовни была построена деревянная церковь в честь Богоявления Господня.
В писцовой книге за 1685 года упоминается как Станишная слобода и Стан за Барышом.
В 1697 году казаки были переведены на пограничную службу в Азов, а Станишная Слобода попала в частное владение московских подьячих Неупокоева и Еремеева.
В 1780 год при создании Симбирского наместничества село Богоявленское Станишная Слобода вошла в состав Карсунского уезда.
В течение XVIII—XIX веков селом владели: Бердины, Татариновы, Трубецкие, Мотовиловы, Языковы и другие помещики.
В Большом Станичном находились усадьба и конезавод землевладельца Н. Н. Языкова.
В 1800 году владелец села помещик Бердин продал своё имение Татаринову, а своих крестьян переселил на новое место на 5 вёрст севернее. Это новое поселение постепенно разрослось и получило название Малое Станичное (в 1780 г. деревня Малая Станишная, уже была (!).)
В 1850 году была построена часовня.
В 1859 году село Большое Станичное входило во 2-й стан Карсунского уезда, в котором в 63 дворах жило 674 человека.
В 1869 году открылась начальное училище.
В 1895 году была построена новая деревянная Богоявленская церковь.
В начале XX века, по местному преданию, в километре к западу от села в Карсунском лесу странствующим монахом был найден родник с целебными свойствами, названный впоследствии святым источником святителя Николая Чудотворца. На месте родника монах построил колодец, получивший название Никольский колодец.
В 1930-х годах был организован колхоз «Нива», затем — «Дружба».
В Великую Отечественную войну 1941—1945 гг. на полях сражений погибло 198 человек.

## Население
| 2010 |
| ---- |
| 49   |

Родина — Семёна Кузьмича Волкова (1845—1924), одного из организаторов «Северного союза русских рабочих».